# Трейси Улф
Трейси Дийбс (на английски: Tracy Deebs) е американска писателка, авторка на произведения в жанровете съвременен и паранормален любовен роман, романтичен трилър и техно-трилър, фентъзи и еротична литература.
Пише и под псевдонимите Трейси Улф (на английски: Tracy Wolff), Теса Адамс (Tessa Adams) и Айви Адамс (Ivy Adams) – съвместен с писателките Емили Маккей и Шели Робъртс.

## Биография и творчество
Трейси Дийбс-Елкеней (Tracy Deebs-Elkenaney) е родена в Детройт, Мичиган, САЩ. От ранна възраст чете много романтична литература и сама опитва да пише.
След дипломирането си работи като преподавател по английски език и литература в Общинския колеж на Остин. През 2005 г. посещава писателска конференция и се мотивира да започне да пише. На следваща година остава в къщи с новороденото си дете и създава първите си два ръкописа.
Първият ѝ роман „The Turn For Home“ (Завоят към дома) е издаден през 2008 г.
Произведенията ѝ варират от фентъзи и екшън приключения за юноши до нов любовен роман за възрастни и от художествена литература за жени до еротична литература.
Трейси Дийбс живее със семейството си в Остин, Тексас.

## Произведения

### Като Трейси Улф
непълно представяне

#### Самостоятелни романи
- The Turn For Home (2008)
- From Friend to Father (2009) – издаден и като „Embraced“
- The Christmas Present (2009)
- Unguarded (2010)
- From the Beginning (2012)
- Healing Dr. Alexander (2012)
- About the Baby (2012)
- Unwrapped (2017)

#### Серия „Екстремен риск“ (Extreme Risk)
1. Shredded (2014)
2. Shattered (2014)
3. Slashed (2015)

#### Серия „Итън Фрост“ (Ethan Frost)
1. Ruined (2014)
2. Addicted (2014)
3. Exposed (2015)
4. Flawed (2017)

#### Серия „Сблъсъци във Форт Уърт ” (Fort Worth Wranglers) – с Кейти Грейковски
1. Lyric and Lingerie (2016)
2. Harmony and High Heels (2016)

#### Серия „Неговата кралска горещина“ (His Royal Hotness)
1. Royal Pain (2017)
2. Royal Treatment (2018)

#### Серия „Светкавично“ (Lightning)
1. Down & Dirty (2017)
2. Hot & Heavy (2018)
3. Rough & Ready (2018)

#### Серия „Изкуството на удоволствието“ (Art of Pleasure)
1. Take Me (2019)
2. Make Me (2019)
3. Break Me (2019)

#### Серия „Копнеж“ (Crave)
1. Crave (2020)
Копнеж, изд.: „Егмонт България“, София (2021), прев. Йоана Гацова
2. Crush (2020)
Камък, изд.: „Егмонт България“, София (2021), прев. Йоана Гацова
3. Covet (2021)
Колебание, изд.: „Егмонт България“, София (2021), прев. Йоана Гацова
4. Court (2022)
5. Charm (2022)

#### Серия „Обратно в Бърбс“ (Back in the Burbs) – с Ейвъри Флин
1. Back in the Burbs (2021)
2. Running for the Hills (2022)

#### Новели
- No Apologies (2009)

#### Участие в общи серии с други писатели
- A Christmas Wedding (2008) в поредицата „Everlasting Love“
- Beginning with Their Baby (2010) в поредицата „Nine Months Later“
- 30. Deserving of Luke (2011) в поредицата „Going Back“
- 1. Claimed (2015) и 2. Pursued (2015) в поредицата „Diamond Tycoons“

### Като Трейси Дийбс

#### Самостоятелни романи
- Doomed (2013)
- The Secret Life of a Dream Girl (2016)
- Phantom Wheel (2018)

#### Серия „Буря“ (Tempest)
1. Tempest Rising (2011)
2. Tempest Unleashed (2012)
3. Tempest Revealed (2015)

#### Серия „Програма за герои“ (Hero Agenda) – с Тера Лин Чайлдс
1. Powerless (2015)
2. Relentless (2016)

### Като Теса Адамс

#### Серия „Драконова жар“ (Dragon's Heat)
1. Dark Embers (2010)
2. Hidden Embers (2011)
3. Forbidden Embers (2011)

#### Серия „Самотна звездна вещица“ (Lone Star Witch)
1. Soulbound (2013)
2. Vengeance Bound (2013)